# 365 miðlar

365 miðlar logo

365 miðlar é o maior grupo privado de mídia da Islândia, pertencente ao grupo Dagsbrún. Surgiu no ano e 2005, com a fusão das empresas Frétt e Norðurljós.
A 365 é proprietária de nada menos que 6 emissoras de televisão, 5 estações de rádio, 1 jornal, 6 revistas e 2 sites de notícias.